# Яловецький Болеслав Антонович
Яловецький Болеслав (Болеслав-Лаврентій) Антонович (біл. Баляслаў Антонавіч Ялавецкі, лит. Boleslovas Jaloveckis, пол. Bolesław Jałowiecki, 10 серпня 1846 Свенцянський повіт, Віленської губернії — 10 липня 1918 Петроград) — інженер, депутат Державної думи I-го скликання від Віленської губернии, підприємець.

## Біографія
Народився в селі Линтупи (нині Поставський район, Вітебська область, Республіка Білорусь). За національністю поляк, за віросповіданням католик, дворянин. З сім'ї багатих землевласників Свенцянского повіту Віленської губернії. Випускник Віленської гімназії. У 1865 році закінчив Миколаївське інженерне училище, потім — з відзнакою Миколаївську інженерну академію (на дошці вибито його ім'я як одного з кращих студентів). Отримав у 1870 році чин військового інженера. Проходив стажування в Чехії та Австрії. Військовий інженер, пізніше інженер Міністерства шляхів сполучення. Надвірній радник. Удостоєний особистої похвали Імператора за будівництво гранітної Адміралтейської набережної в Петербурзі. У 1878—1879 роках в петербурзькому видавництві вийшов його двотомник «Вода, паливо і паровозні котли». Брав участь в роботах з будівництва та використання залізниць, службовець різних торгово-промислових підприємств. Автор багатьох технічних винаходів, зокрема, переносних залізниць та системи обладнання для них «Дольберг і Яловецький». Протягом 15 років був керуючим Олександрівського механічного заводу. Конструктор побудованого на Олександрівському заводі спеціального поїзда для царської родини. Там же за проєктом Яловецького налагоджений випуск вагонів 2-го класу, що мали м'які пружинні сидіння, або спальні відділення (так звані крісло-ліжкові вагони). До початку Першої Світової війни Олександрівський завод освоїв будівництво спеціальних броньованих вагонів і санітарних поїздів. Яловецький довгі роки був головою правління акціонерного товариства вагонобудівного заводу «Дизель».

### «Король вузькоколійки»
У березні 1890 року звернувся до Міністерства шляхів сполучення за дозволом на створення 1-го акціонерного товариства для будівництва та експлуатації приватних вузькоколійних залізниць. Документація нового товариства була підготовлена спільно з Ф. Є. Єнакієвим. Рішення було прийнято 26 березня 1892, коли імператор Олександр III затвердив Статут «Першого товариства під'їзних залізних шляхів Росії». Це після того, як в лютому 1892 року міністром шляхів сполучення призначили С. Ю. Вітте, який добре знав і цінував Б. А. Яловецького. Товариство почало свою діяльність в січні 1893 року. Правління розміщувалося в Санкт-Петербурзі за адресою: Мала Морська, 5, а пізніше на Невському проспекті, 11. Початковий капітал залізничного товариства становив 2 млн. рублів, а перед Першою світовою війною його майно оцінювалося вже в 27 мільйонів. Спочатку головою правління був обраний підполковник А. А. Померанцев. Але через кілька років керуючим справами овариства, а потім і його директором-розпорядником став Яловецький. На початку 20 століття (точна дата невідома) Яловецький став головою правління, залишаючись на цій посаді аж до Жовтневого перевороту.
«Перше товариство під'їзних залізних шляхів Росії» розпочало свою діяльність з будівництва залізничної лінії в Білорусії — від станції Свенцяни (батьківщини Яловецького) до містечка Глибоке. Потім були побудовані вузькоколійки в інших районах Білорусії, на Балтиці та Україні (околиці Житомира, Бердичева та Вінниці). Товариство також будувало переносні залізниці для військових цілей і для сільського господарства, вагони і вагонетки, машини для видобутку і перевезення торфу, переносні лісопильні заводи.
«Перше товариство під'їзних залізних шляхів Росії» в 1913 році належало понад 1'100 верст залізничних колій, тобто майже половина вузькоколійок Російської імперії. Власників товариства, а пізніше тільки Яловецького стали називати «королем вузькоколійки».
Член Правління Російсько-Бельгійського металургійного товариства і засновник Петровського металургійного заводу. В кінці життя дійсний статський радник.

### Політична діяльність
Як виборного представника Свенцянського повіту Віленської губернії брав участь в розробці підстав для введення земських установ у Віленській, Ковенській та Гродненській губерніях. Був у правлінні Римсько-католицького благодійного товариства.
У роки першої російської революції Яловецький став ідеологом і засновником так званої литовсько-білоруської крайової ідеології. Відстоював культурні традиції Великого князівства Литовського (або Краю), відродження його державної самостійності. У 1905 році у Вільно білоруською мовою Яловецький випустив «Національний маніфест Литви». У ньому були викладені його погляди, а саме — кожен, хто відчуває себе громадянином Краю, належить до «краєвої» нації, або нації литвинів. Послідовники крайової ідеології називали себе громадянами Великого князівства Литовського — і тільки його, і Польщу не вважали своєю батьківщиною.
14 квітня 1906 обраний до Державної Думи I скликання від загального складу вибірників Віленського губернського виборчого зібрання. Входив до Групи Західних окраїн (Краєве коло Литви та Русі). У Польському колі не перебував. Член Фінансової комісії. Підписав законопроект «Про громаднську рівність». Брав участь в дебатах з аграрного питання.
У 1906 році підтримав ініціативу єпископа фон Роппа зі створення Конституційно-католицької партії Литви і Білорусі, виступав за автономію Польщі з окремим законодавчими зборами. Яловецький був найближчим помічником фон Роппа. Судячи зі спогадів Е. Войніловича, велика частина зборів керівництва цієї партії проходили на петербурзькій квартирі Яловецького.
Був радником російського Міністерства землеробства, директором акціонерного Північного товариства російської зовнішньої торгівлі. Під час Першої світової війни служив у званні полковника в Генштабі Російської імперії. Після перевороту виїхав до Польщі, був призначений делегатом польського уряду в Гданську в чині міністра.
Помер на початку липня 1918 року в Петрограді, мабуть, від холери. Ймовірно, похований на холерному петербурзькому Митрофаніївському кладовищі, яке було ліквідовано в 1930-ті роки.

## Родина
- Дружина — Анжела уроджена Віткевич (Anielą Witkiewicz), родичка Юзефа Пілсудського.
  - Дочка — Ядвіга (1875—1951), одружена з Владиславом Жуковським, підприємцем, депутатом Державних Дум II та III скликань від Петроковської губернії.[3]
  - Син — Мечислав[en] (1876—1962) польський дипломат, автор спогадів[4].
  - Дочка — Анжела (Aniela, 1880—?), Одружена з Тадеушем Бєліної (1886—1958).

## Пам'ять
- Мис на Архіпелазі Нова Земля, названий так художником і учасником експедиції на Нову Землю (1899—1901) Олександром Борисовим, яким Яловецький опікувався разом з генералом А. А. Боголюбовим.
- Бюст на станції Линтупи в Білорусії, пам'ятник відкрито 1 липня 2007 року[5].